# Orlov-felkelés
Az Orlov-felkelés (görögül: Ορλωφικά, Ορλοφικά, Ορλώφεια) görög felkelés a Peloponnészoszi-félszigeten, majd később Krétán is, amely 1770 februárjában kezdődött Alekszej Orlov orosz admirális, az orosz-török háború (1768–1774) alatti birodalmi orosz haditengerészet parancsnokának Maniba érkezése után. A lázadás a görög függetlenségi háború (amely 1821-ben robbant ki) fő előfutára, Nagy Katalin úgynevezett „görög tervének” része volt, de végül az oszmánok leverték.

## Az orosz-török konfliktus fellángolása
A születőben lévő Orosz Birodalom első próbálkozásai Nagy Péter cár vezetésével délre terjeszkedés a Krím és az Azovi-tenger oszmán uralma alatt álló területekre, ami kudarcot vallott, és csak az 1739-es niši békeszerződéssel kerültek orosz birtokba, amelyeket Azovhoz tartozónak ismertek el. Az orosz-oszmán ellentét a következő évtizedekben tovább folytatódott, miközben a két hatalom versengett a Krím-félszigeten, Ukrajnában, Lengyelországban és Moldvában egymással, ami végül a háború kitöréséhez vezetett 1768-ban.
Ugyanebben az időszakban az orosz befolyás elkezdett beszivárogni az oszmán uralom alatt élő keresztények körébe. Már az 1690-es években, az 1686–1700-as orosz-török háború tetőpontján keringtek az Oszmán Birodalmat leromboló „arany nemzet” vagy „szőke nemzet” próféciái. A francia-oszmán szövetség ugyanakkor előnyökkel járt a római katolikusok számára az Oszmán Birodalomban, és különösen a Szentföldön. Ez arra késztette a konstantinápolyi és jeruzsálemi görög ortodox pátriárkákat, hogy Oroszországhoz forduljanak támogatásért kiváltságaik visszaszerzéséhez. Aggodalomra adott okot a katolikus osztrák előrenyomulás a Nagy Török Háború idején az északnyugat-balkáni térségbe, ezért a szerb pátriárka és Havasalföld uralkodója, Șerban Cantacuzino már 1688-ban inkább orosz támogatást kért. Az orosz nagykövet megjelenése az oszmán udvarban 1700-tól az orosz tisztviselők közvetlen kapcsolatát is lehetővé tette az oszmán birodalmon belüli keresztényekkel, miközben az utóbbiak közül egyre többen kerestek menedéket és munkát Oroszországban, ahol görög kolóniákat hoztak létre.
Az Oszmán Birodalomnak 1739 ( Belgrádi Szerződés ) és 1768 között volt a leghosszabb békeidőszaka – három évtized, amikor egyetlen európai riválisával sem szállt harcba. Európa költséges és véres belső konfliktusokba keveredett, míg az oszmánok kívül maradtak, és inkább a gazdaságra és a politikára, valamint a társadalmi és adminisztratív szervezet újjáépítésére koncentráltak.
Ez a békés időszak 1768. október 23-án ért véget, amikor a Porta hadat üzent Oroszországnak. Az okok között szerepelt az agresszív orosz külpolitika, a beavatkozás a Krímbe (ami egy oszmán vazallus volt), valamint a lengyel-litváni hatalmi harcba való titkos beavatkozások. 1768–1769-ben csak jelentéktelen háborús események történtek, mindkét fél hosszú hadjáratra készült.
Eközben a görög lázadók felkészültek a harcra. Az 1760-as évek közepén az Oszmán Birodalom meggyengítésére és egy oroszbarát független görög állam létrehozására orosz követeket küldtek Maniba, hogy egyezséget kössenek a legerősebb helyi katonai vezetőkkel, és ezzel egy időben jelentős görögök felkeresték a különböző orosz ügynököket., Görögország felszabadítására vonatkozó tervek megvitatása. A háborúra készülve az orosz ügynökök a görög lázadást támogatták, hogy ezzel segítsék az északi orosz katonai akciókat. Grigoriosz Papadopulosz (vagy Georgios Papasoglu ) orosz tüzérkapitányt, egy görögöt Maniba küldték. Georgios Papazolis, az orosz hadsereg másik görög tisztje együttműködött Grigorij és Alekszej Orlov testvérekkel a Moreában a görög felkelés előkészítésében az Oszmán Birodalom elleni orosz hadműveletek során 1769-ben. A görög lázadás megszervezését Orlov testvérek irányították, Alekszej Orlov volt az orosz flottaparancsnok.
Néhány görög előkelő csatlakozott az orosz oldalhoz, és embereket és utánpótlást ígért nekik, cserébe hatalmas orosz segélyt (10 000 katonát és katonai felszerelést) vártak. Oroszország azt tervezte, hogy felkelésre buzdítja a balkáni ortodox keresztényeket, és ügynököket küldött Boszniába, Hercegovinába, Montenegróba, Albániába, Krétára és a Moreába. Egy másik Orlov testvért,(Орлов, Фёдор Григорьевич), a lázadók koordinálására küldték Görögország szárazföldi része a legfontosabb stratégiai területének tartott Moreába (Peloponnészosz). Oroszország hadiflottát gyűjtött össze a Földközi-tengeri harcra, amelyet "a 18. század egyik leglátványosabb eseményeként" jellemeznek, és az oszmánokat váratlanul érte. Az első flottakontingens 1769 augusztusában indult és decemberben érkezett meg az Égei-tengerre. Ez a csupán négy hajóból, néhány száz katonából és nem megfelelő fegyverkészletből álló expedíció nagy csalódást okozott a görögöknek. Ennek ellenére az egyesített orosz-görög erők megkísérelték véghezvinni a hadjáratot.

## A lázadás menete

### A Peloponnészoszon (Moreában)
Az orosz flotta Maniba érkezése 1770 februárjában a helyi fegyveres csoportok felállítását jelentette Maniban és Kalamátában. A kis orosz expedíciós haderő azonban nem tudta meggyőzni a helyi görögök egy részét, hogy fegyvert fogjanak, mivel orosz munkaerő a vártnál jóval kevesebb volt, és kölcsönös bizalmatlanság alakult ki a görög és az orosz vezetők között. A megkeresett görög vezetők között volt Panagiotis Benakis, Kalamáta híressége, Anthimos helyi metropolita püspök és John Vlachos „ Daskalogiannis ” krétai hajómágnás. Kezdetben 1400 fős hadsereg alakult, de a következő napokban újabb krétai erősítések érkeztek. A görög erőket kisebb számú orosz tiszt és katona segítségével nagyobb egységekre (úgynevezett légiókra) osztották fel. Az 1200 fős "Kelet-Spártai Légiót" Lakoníában PP Dolgorukov szervezte meg és Georgios "Yiorgakis" Mavromichalis vezette, míg a Messeniai "Nyugat-spártai légiót" GM Barkov és Antonios Psarros vezette.
A görög lázadók kezdetben sikeresek voltak, és sikerült legyőzniük az oszmán erőket Laconiában és Kelet-Messeniában, Morea déli részén. A lázadás azonban nem terjedt el hatékonyan, így Navarino, Methone erődjei és Morea közigazgatási központja, Tripolitsa (a mai Tripoli) oszmán kézen maradtak. A lázadóknak sikerült elfoglalniuk Misztrász erődjét, ahol helyi önkormányzatot hoztak létre.
Korinthosz lakossága fellázadt az oszmánok ellen és ostromolni kezdte a közeli Návpliót. A monemvasziai fellegvár oszmán gárdáját is megfenyegették. A jón-tengeri Kefaloniá és Zákinthosz szigeteiről összesen 5000 önkéntes is megerősítette a forradalmi erőket Peloponnészoszon. Gastounit is elfoglalták, míg Pátrát a görög egységek ostrom alá vették. További felkelések kezdődtek a közép-görögországi Meszolóngi és Nafpaktos városok körül.
Március 12-én a nyugati légió és az orosz flotta megkezdte Koroni erődjének ostromát, azonban hat hét után sem tudták bevenni ezt a helyőrséget.

### Kréta
A krétai görög lázadást Daskalogiannis vezette. A sfakiak megtagadták az adófizetést, és nagy számban fellázadtak. Az orosz követek által ígért támogatás azonban soha nem érkezett meg Krétára, és Daskalogiannis magára maradt. Sikerült viszont megszerveznie egy 2000 jól felfegyverzett emberből álló csapatot, akik a hegyekből ereszkedtek le Kréta nyugat-síkságára. Ott messiási felhanggal egy hétig lakomázással töltötték az időt, és kis bandákra oszolva elkezdték gyilkolni a helyi muszlimokat. Sikertelenül igyekeztek meggyőzni más krétaiakat, hogy csatlakozzanak hozzájuk az oszmánok megdöntésére irányuló törekvéseikben. A krétai felkelést hamarosan leverték a túlerőben lévő oszmán egységek.

### Az oszmán válasz
Áprilisban a forradalmároknak sikerült elfoglalniuk Navarino erődjét, de a felkelés már kudarcra volt ítélve, és az orosz flotta a következő júniusban elhagyta ezt a régiót.
Amint az oroszok által támogatott görög lázadás első híre megérkezett az oszmán fővárosba, kitörtek az első görögellenes pogromok az Oszmán Birodalom különböző városaiban, köztük Szmirnában is.
A görög szigetlakók segítségével az orosz flotta jelentős győzelmet aratott az oszmán haditengerészet ellen a cesmei csatában, de ez nem segített a moreai görög hadseregen. Mivel az oroszok nem hozták be az ígért erőket, a lázadást hamarosan leverték. A Macedóniából és az Olümposz régióból érkező görög erősítések ellenállásba ütköztek a Moreába való partra szálláskor, és így nem tudtak segíteni a forradalmároknak. Eközben az Oszmán Birodalom egyik legkompetensebb katonai parancsnoka és egykori nagyvezír, Muhsinzade Mehmed pasa átvette a navplioni helyőrség parancsnokságát, és miután néhány északi tartományból katonaságot hívott ide, leverte az orosz-görög expedíciót Tripolitsanál.

## A felkelés utóélete
Az oszmánok által fizetett muzulmán albán zsoldosok a lázadás leverése után még évekig a Peloponnészoszban maradtak, és időszakonként újabb megtorlást indítottak a görögök ellen, így ijesztő bosszút állva a keresztény atrocitásokért, amelyekben a muzulmán civileket lemészárolták le és muzulmán ingatlanokat pusztítottak el. A helyi görög lakosság által " török-albánoknak " nevezett erők 1769 és 1770 között Epirusban is sok várost elpusztítottak. Patrasban szinte senki sem maradt életben a török-albán invázió után. Misztrász városa romokban hevert, Ananias metropolita püspököt pedig kivégezték annak ellenére, hogy a felkelés során több török életét is megmentette. Az albán csoportok nagyszámú helyi görögöt öltek meg, míg több gyermeket rabszolgának adtak el. A lázadást követő kilenc évben kb. 20 000-30 000 helyi görög halt meg, vagy hagyta el hazáját.
Az oszmán kormány nem tudta kifizetni azt a zsoldot, amit az albán katonák szolgálatukért követeltek, így az utóbbiak feldúlták a régiót. 1774-ben az orosz-török háború véget ért a Kücsük-kajnardzsi szerződéssel, amely általános amnesztiát biztosított a görög lakosságnak. Ennek ellenére az albán zsoldosok támadásai a térségben folytatódtak nemcsak a görög lakosság, hanem már a törökök ellen is. A Peloponnészoszon a kiterjedt pusztítás és ellenőrzés hiánya arra kényszerítette a központi oszmán kormányt, hogy rendes reguláris török katonai erőt küldjön az albán csapatok leverésére 1779-ben, és végül kiűzze őket Peloponnészoszból.
Orosz szemmel nézve Orlov gróf küldetése többnyire sikeres volt, gyengítette az oszmán flottát, délen lekötötte az oszmán csapatokat, és hozzájárult a Kücsük-kajnardzsi béke aláírásához vezető orosz győzelemhez.
Görög szempontból a lázadásnak jelentős következményei voltak. Egyrészt rengeteg emberéletbe került (mind a harcokban, mind az azt követő oszmán megtorlásokban). Másrészt a Milet-i Rum, amelynek a görögök is részesei voltak, jól teljesített a Kücsük-kajnardzsi szerződésből. A görög hajók például megszerezték a jogot, hogy orosz zászló alatt hajózhassanak, és nyílt hozzáférésük volt a Fekete-tengerhez és a Földközi-tengerhez. Oroszország jogot kapott az ortodox lakosság és templomai védelmére, valamint egy ortodox katedrális építésére Isztambulban. Oroszország megszerezte a jogot arra is, hogy konzulokat nevezzen ki az egész birodalomban, és ezek többsége görög volt. A szerződés jelentős változásokat vezetett be a görög szigetvilágban.
A görög kapcsolatok Oroszországgal még erősebbek lettek az orosz birodalomban élő prominens görögök befolyása miatt, mint például Demetrio Mocenigo gróf, Ioannis Kapodistrias gróf, Alexandros Ypsilantis, Skarlatos D. Sturdza, Spyridon Destunis és mások, akik magas pozíciót töltöttek be a birodalmi adminisztrációban. A lázadást követő évtizedekben görögök tízezrei vándoroltak ki az orosz birodalomba, kolóniákat alapítva a Krím-félszigeten és az Azovi-tenger partjai mentén. Az olyan városaik, mint Mariupol és Taganrog virágzó kereskedelmi központokká váltak, amelyeket az oszmán görög bevándorlók és görög-orosz utódaik uraltak. Ezek kiemelkedő szerepet játszottak Görögország és a görögök történelmében egészen az 1930-as években bekövetkezett kommunista elpusztításukig.

## A populáris kultúrában
A lázadás döntő hatása volt a filhelenizmus, mint a nyugati világ fontos irodalmi mozgalma tovább fejlődése szempontjából. Mint ilyen, Friedrich Hölderlin Hyperion című regényének főszereplője részt vesz egy 1770-es lázadásban, amelyet az Orlov-lázadás ihletett.

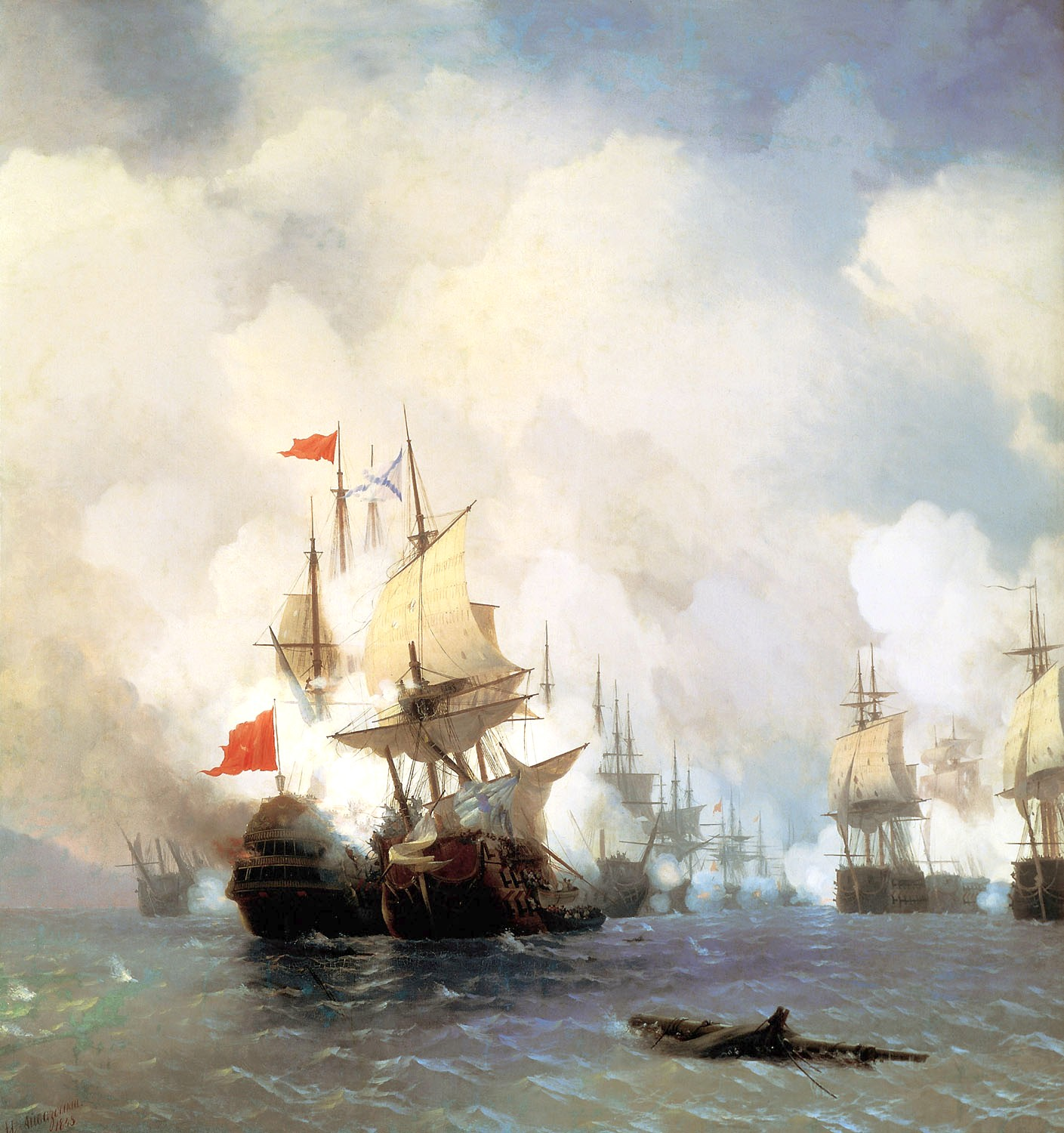
Ivan Aivazovsky festménye a chios-i(chesmai) csatáról (1848)
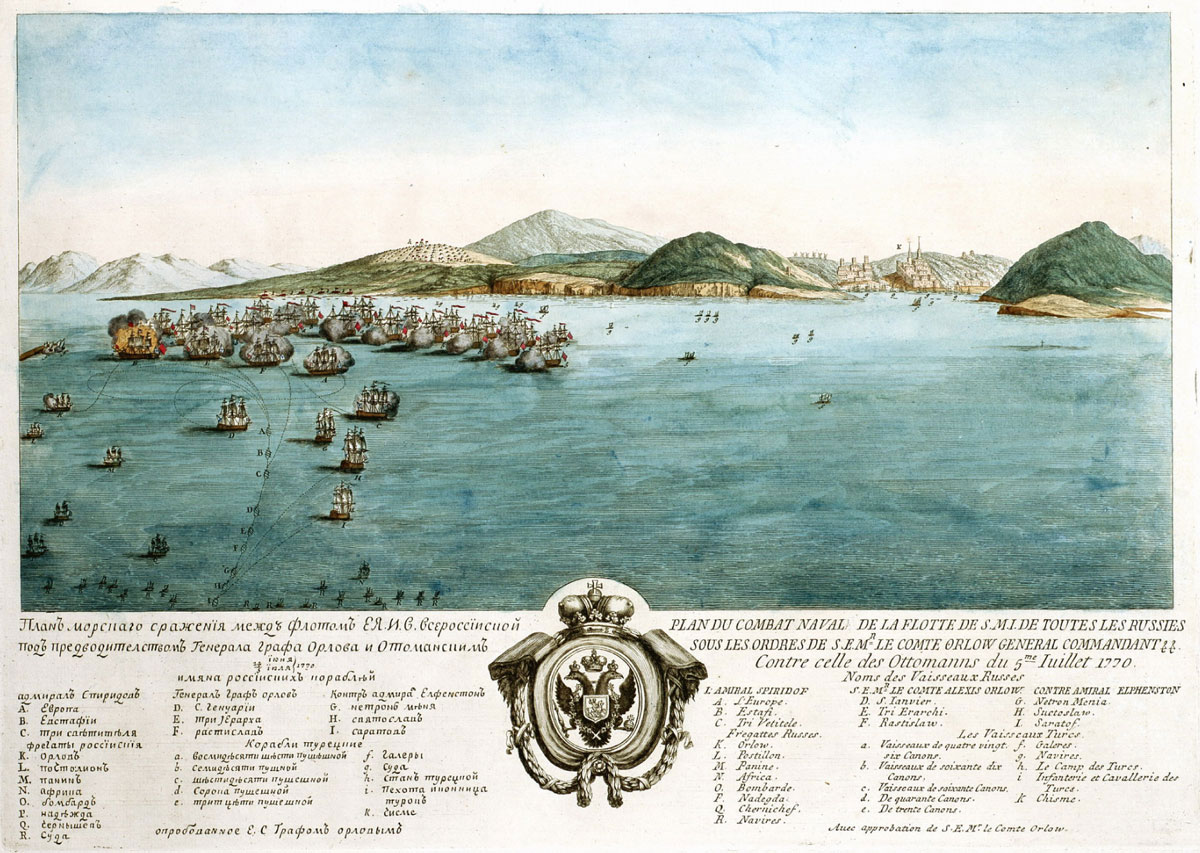
Gravour a chesmai csatát mutatja be
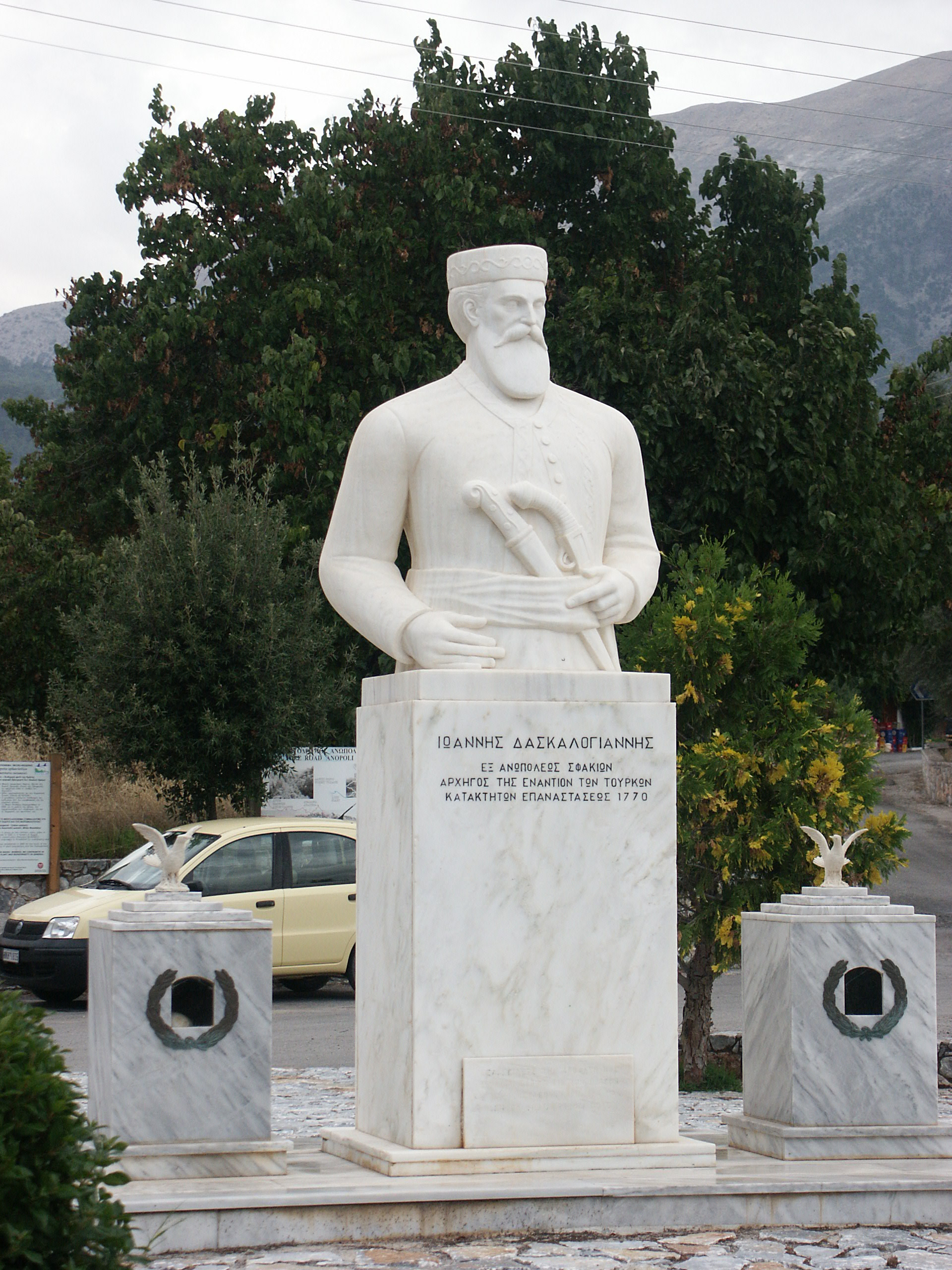
Daskalogiannis mellszobra Kréta szigetén, Anopolisban

## Fordítás
Ez a szócikk részben vagy egészben  az   Orlov revolt című angol Wikipédia-szócikk ezen változatának fordításán alapul.  Az eredeti cikk szerkesztőit annak laptörténete sorolja fel. Ez a jelzés csupán a megfogalmazás eredetét és a szerzői jogokat jelzi, nem szolgál a cikkben szereplő információk forrásmegjelöléseként.